# Notting Hill

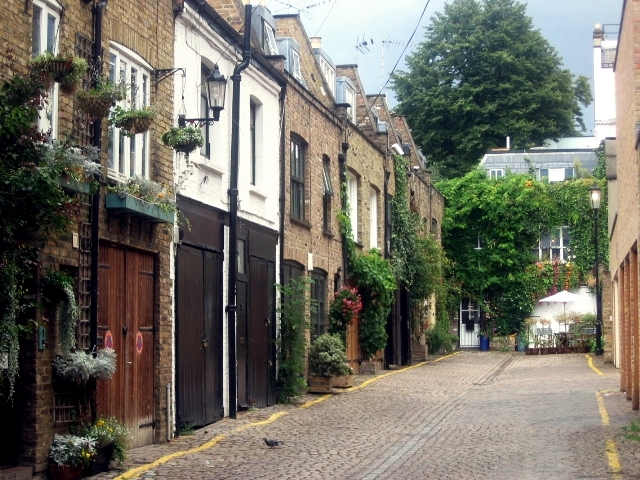
Un carrer de Notting Hill

Notting Hill és un barri influent de Londres, que es troba al districte de Kensington i Chelsea. És un barri cosmopolita conegut com el lloc de l'anual Carnaval de Notting Hill, escenari de la pel·lícula de 1999 Notting Hill, amb Julia Roberts i Hugh Grant, i per ser la llar del mercat de Portobello Road.
Notting Hill té una reputació com a zona pròspera i moderna, conegut per les seves atractives terrasses de grans cases victorianes, les botigues d'alta gamma i els restaurants.
En aquest barri hi va néixer el compositor i organista H. W. Richards (1865-1956).